# Troisième guerre punique
Vous lisez un « bon article » labellisé en 2009.
Pour les articles homonymes, voir Guerre punique (homonymie).
Sauf précision contraire, les dates de cet article sont sous-entendues « avant l'ère commune » (AEC), c'est-à-dire « avant Jésus-Christ ».
Guerres puniques
Batailles
Carthage
La troisième guerre punique est la dernière phase d'un conflit connu sous le nom de guerres puniques et qui oppose pendant plus d'un siècle Rome et Carthage.
Les deux premières guerres (264-241 av. J.-C. et 218-201 av. J.-C.) aboutissent à la perte de la plupart des possessions de Carthage, qui se limite depuis au nord de l'Afrique au début du IIe siècle av. J.-C. En dépit de ce repli, la cité punique connaît une nouvelle phase d'expansion économique durant le dernier demi-siècle de son existence, croissance qui provoque à Rome la crainte d'un réarmement, même si les raisons du conflit sont plus complexes et discutées par les historiens. La croissance de l'État numide de Massinissa, qui se construit en partie aux dépens de Carthage, change également la donne : le jeu d'alliance entre cet État et Rome a pu entraîner Carthage, vaincue en 202, à se défendre et à violer de fait l'une des clauses du traité, donnant ainsi aux Romains le casus belli qu'ils attendaient.
Le conflit se solde, à l'issue d'une courte campagne et d'un long siège qui dure de 149 à 146 av. J.-C., par l'anéantissement de la cité punique, qui est rasée. En dépit des destructions matérielles, la civilisation carthaginoise ne disparaît pas pour autant et nombre de ses éléments sont intégrés à la civilisation de l'Afrique romaine.

## Forces en présence et question des origines

### Forces en présence
En 149 av. J.-C., Rome est de fait la grande puissance du bassin méditerranéen occidental. Elle bénéficie en outre d'une conjoncture économique favorable.
Le royaume numide lui donne par ailleurs un sérieux appui en Afrique du Nord : son souverain Massinissa est un fidèle allié depuis 206, date des premiers contacts amicaux avec Scipion l'Africain. Quant à Carthage, malgré sa prospérité, c'est une puissance en déclin dont l'empire appartient au passé. Certes, la mer y joue toujours un rôle important mais la chôra punique en Afrique du Nord se réduit du fait des empiétements successifs du roi numide,. À la veille du conflit, elle apparaît donc isolée, sans alliés, sans réserves capables d'aider à soutenir un siège, même si la ville abrite des espaces non construits ainsi qu'un dispositif d'enceinte qui compte pour beaucoup dans la durée du siège. Trois lignes de défense protègent la cité du côté de l'isthme : un fossé, une palissade et un mur doté de tours ainsi que d'écuries pour les chevaux et les éléphants de guerre,. La cité possède également une flotte de 500 navires et peut tirer bénéfice de ses nouveaux équipements portuaires : le port circulaire, dont l'îlot de l'amirauté, et les cales de radoub installées sur l'îlot et tout autour de l'anneau constituant le port militaire.

### Historiographie: point sur la question
Selon Claude Nicolet, cette guerre a été provoquée par les craintes romaines d'avoir à affronter à nouveau les Carthaginois bien plus qu'en raison de menaces réelles, même si la vitalité nouvelle de la capitale punique au milieu du IIe siècle, en particulier sur le plan économique, n'est sans doute pas étrangère à la décision d'écraser définitivement Carthage, simplement rétablie en Afrique. La cité punique peut en effet être perçue comme un danger : Serge Lancel souligne l'importance de la vitalité économique de la cité dans son dernier demi-siècle d'existence, cette santé pouvant apparaître comme une menace pour les milieux d'affaires de la péninsule italienne.
Cependant, certains historiens, dont Hédi Slim, voient dans la troisième guerre punique la volonté des Romains d'arrêter la progression de Massinissa, dont le royaume, puissance montante en Afrique du Nord, était plus dangereux que la vieille cité rabaissée. Cette thèse est contredite par plusieurs auteurs qui mettent en avant les menaces qui pèsent sur la construction territoriale numide en raison de la mort de Massinissa en 148. Un autre émet même l'hypothèse d'un « crime gratuit ».
Yann Le Bohec avance pour sa part un faisceau d'éléments : la question de la responsabilité du conflit (Kriegsschuldfrage dans l'historiographie) présente des caractères spécifiques, au cœur desquelles les motivations de Rome tiennent une place considérable. Les explications fondées sur l'impérialisme sont écartées du fait de l'absence d'exploitation après la défaite punique ; de même pour la thèse du crime gratuit. Le motif psychologique, la peur d'un ennemi héréditaire, a joué un rôle, selon son analyse. L'économie est aussi à prendre en compte, même si la figure de Caton incline également en faveur d'un argument stratégique, tout comme la fin du remboursement des contributions à Rome. L'argument militaire et stratégique ne doit pas non plus être négligé, les incertitudes liées à la succession de Massinissa représentant un danger pour Rome ; dans tous les cas, ces incertitudes induisent un bouleversement de l'équilibre régional. Le dernier élément avancé par Le Bohec est d'ordre politique : l'équilibre politique à Carthage, partagé un temps entre pro-Numides et pro-Romains, a vu émerger une nouvelle faction souhaitant rester indépendante vis-à-vis des deux camps. Cette évolution s'intègre dans un mouvement méditerranéen plus général selon Gilbert Charles-Picard.

### Origines lointaines

Face à face en 264 avant la première guerre punique.

L'affrontement intervient après les deux conflits qui se sont soldés par le repli de Carthage, surtout, en 202, par la défaite de Zama qui met fin à la deuxième guerre punique. Des conditions de paix très dures sont imposées au vaincu en 201 : la cité punique perd tous ses territoires hors d'Afrique, Rome lui laissant son autonomie ainsi que le droit de garnison. La flotte de guerre carthaginoise est réduite à dix navires et la cité punique se voit interdire de posséder des unités d'éléphants de guerre ; le droit de faire la guerre est désormais soumis à l'autorisation du vainqueur. En outre, le vaincu doit payer une indemnité de 10 000 talents et livrer des otages. Après la deuxième guerre punique, des ambassades romaines se rendent fréquemment à Carthage pour contrôler la politique mise en œuvre et surtout arbitrer les innombrables conflits qui l'opposent à son voisin numide. En effet, selon les termes du traité signé avec Rome, la cité punique ne peut les régler de son propre chef. Jusqu'en 167, les arbitrages rendus par Rome dans les conflits entre le roi Massinissa et Carthage sont favorables à la vaincue de 202. L'année précédente, la bataille de Pydna a signifié la défaite du roi Persée de Macédoine, cet événement constituant un élément déterminant pour en finir avec Carthage, qui, de fait, ne peut plus compter sur une alliance avec le roi hellénistique.

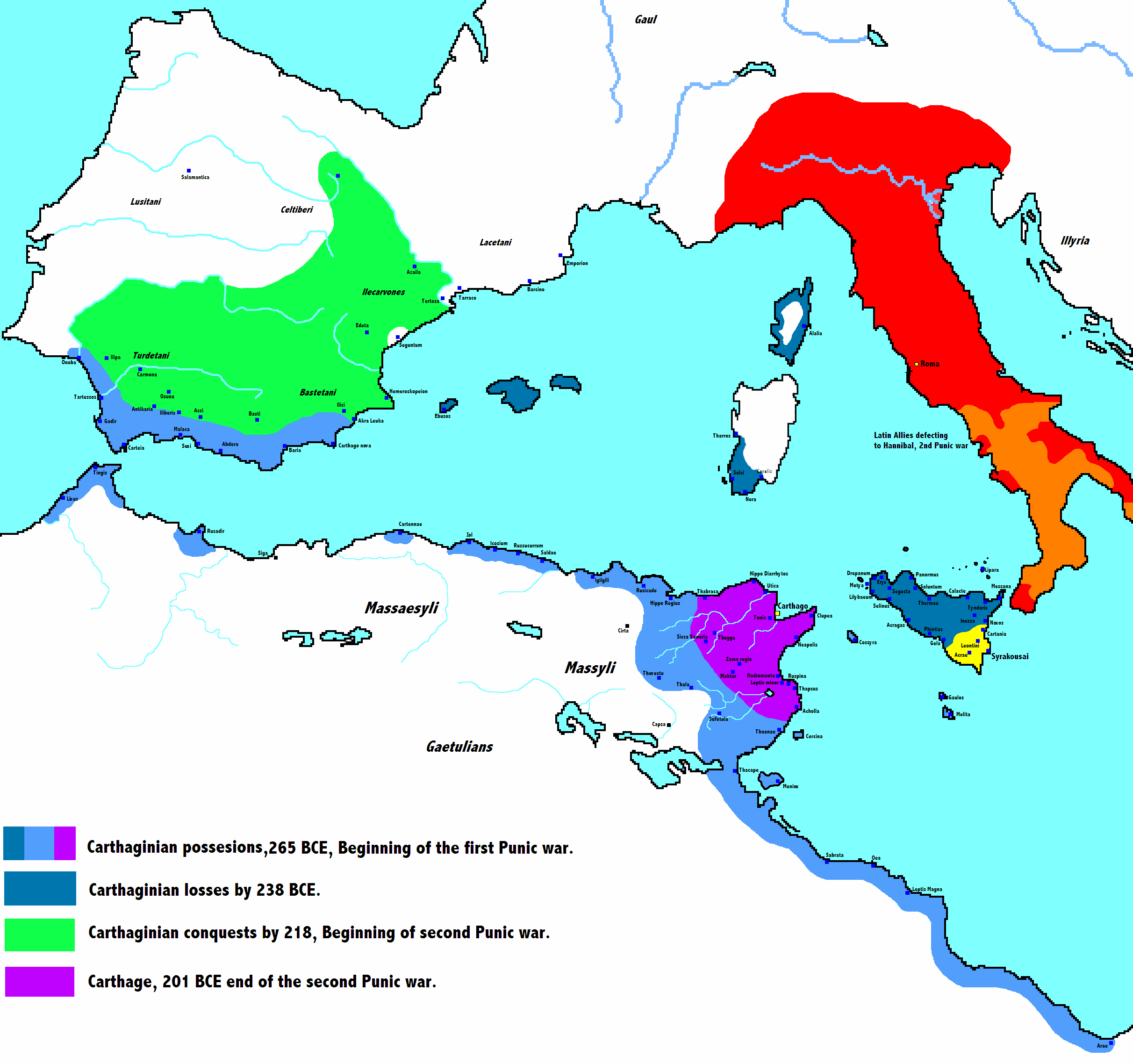
Carte de l'évolution de l'emprise punique, exclusivement africaine et située autour de la métropole carthaginoise après la deuxième guerre punique.

Après 167, Massinissa est encouragé dans ses actions visant à s'emparer de territoires carthaginois ; Rome récompense ainsi la fidélité du roi numide dans son alliance avec elle et cette décision tient compte du nouveau contexte méditerranéen. Carthage avait retrouvé une certaine prospérité économique entre 200 et 149 et achevé en 151 de rembourser les indemnités de guerre prévues par le traité. Cependant, elle n'avait pu reconstituer ni une flotte de guerre ni une armée d'importance. En dépit de cette restriction, durant cette période, la ville entreprend plusieurs travaux d'envergure comme l'urbanisation du flanc sud de la colline de Byrsa et les aménagements des lagunes connues sous le nom de ports puniques dans leur dernier état, au cours du dernier demi-siècle de son existence.
Cette prospérité est à relier à une orientation vers des ressources lucratives, commerce et agriculture, Serge Lancel y voyant « la revanche ordinaire des vaincus ». Les fouilles effectuées dans le cadre de la campagne internationale de l'Unesco, « Pour sauver Carthage », ont démontré la vitalité de la cité à cette époque. Moins de dix ans après le second conflit, elle avait ainsi proposé de rembourser les indemnités de façon anticipée, ce qui avait été refusé par Rome,.
Vers 153-152, Caton l'Ancien fait partie de l'une des ambassades envoyées à Carthage. La prospérité de la métropole punique le persuade que la cité représente une menace pour Rome. C'est à partir de ce moment qu'il aurait ponctué toutes ses interventions au Sénat, quel qu'en ait été le sujet, par ces mots restés célèbres : Carthago delenda est — « Il faut détruire Carthage ». Pour frapper l'esprit de ses collègues, Caton aurait présenté un jour une figue fraîche à la Curie, affirmant qu'elle avait été cueillie trois jours plus tôt à Carthage ; Rome ne pouvait selon lui se permettre d'avoir un tel ennemi à ses portes,. Malgré l'existence d'un parti prônant le statu quo au Sénat, c'est le parti belliciste, dominant dans la classe populaire romaine, qui l'emporte.

### Origines proches

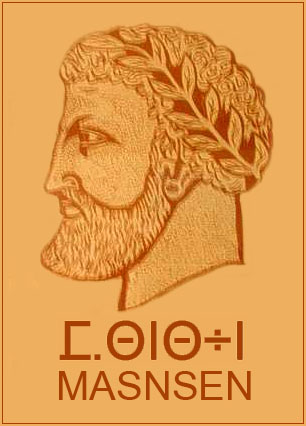
Portrait du roi numide Massinissa (représentation contemporaine).

La cause immédiate à l'origine de cette guerre est la contre-attaque des Carthaginois contre Massinissa. Les Romains leur reprochent d'avoir violé le traité de paix de 201, qui interdit à Carthage toute action militaire sans leur aval. En 153, Massinissa s'empare des Grandes plaines (moyenne vallée de la Medjerda) et de la région de Makthar. Cet ultime empiètement excède Carthage, qui ne peut espérer un arbitrage romain équitable, et doit se résoudre à répondre par la guerre. Face à la menace, les Carthaginois mobilisent ; Rome demande donc la dissolution des armées puniques. Une ambassade menée à Carthage par les fils de Massinissa, Micipsa et Gulussa, échoue. En 150, Massinissa envahit le territoire de Carthage et installe le siège devant la place forte d'Oroscopa. En réaction, Carthage envoie, sans la permission de Rome, une armée de 25 000 à 50 000 hommes menée par Hasdrubal le Boétharque, qui est finalement écrasée. Une trêve avec le roi numide échoue et Carthage subit une nouvelle défaite. À ce moment, il est décidé de condamner à mort les généraux vaincus qui s'enfuient pour sauver leur vie.
Le Sénat romain, aux mains du parti de Caton, saisit l'occasion de la rupture du traité de 201 et décide la guerre sans la déclarer toutefois immédiatement. Utique, vieille cité rivale de Carthage fondée en 1101 selon la tradition littéraire, se range aux côtés de Rome pour des raisons économiques et après une analyse du rapport de forces, selon Yann Le Bohec ; cette alliance conforte les Romains, qui déclarent la guerre. Rome prépare le terrain en envoyant des consuls avec des troupes en Sicile (80 000 hommes) ainsi que des quinquérèmes au printemps 149. Carthage, ayant eu vent de cette mobilisation, demande des précisions et envoie une ambassade à Rome pour faire acte de soumission. Le Sénat romain, sans rien afficher de ses intentions, exige 300 otages à livrer en Sicile sous une trentaine de jours. Carthage s'en remet à la discrétion du peuple romain et livre les otages issus de « bonnes familles ». Les consuls déclarent qu'ils feront connaître la suite de leurs intentions en Afrique.

## Déroulement

### Guerre des consuls Manilius et Censorinus
Rome ne révèle toutefois ses intentions que peu à peu. La guerre décidée par le Sénat consiste donc en une courte campagne destinée à amener les troupes romaines à pied d'œuvre pour le siège de Carthage ; il est mené finalement à bien par Publius Cornelius Scipio, ce qui lui vaut le surnom de « Second Africain » (Africanus minor), le premier étant Scipion l'Africain.

Plan général de la Carthage punique, théâtre final des opérations.

Conduite par des généraux romains incapables et à la surprise générale, du fait du désarmement préalable imposé à la cité punique, la guerre dure trois ans (de 149 à 146). Les premiers généraux romains avaient en effet largement sous-estimé la capacité de résistance des Carthaginois.

L'armée romaine passe la mer sans difficulté et arrive à Utique en 149 ; cette cité se place sous la protection de Rome et devient le quartier général du corps expéditionnaire romain. Les consuls Manius Manilius et Lucius Marcius Censorinus lancent un nouvel ultimatum lourd de conséquences, car il s'agit du désarmement de Carthage. La cité s'exécute : armes individuelles, balistes et catapultes sont déménagées à Utique au printemps 149,. Ensuite, les consuls font part des véritables intentions romaines, la disparition de la ville en tant que cité maritime et commerçante. Les Carthaginois doivent abandonner la ville pour s'installer à l'intérieur des terres, à l'endroit qui leur conviendra, et y mener une vie agricole, : 
« Quittez Carthage, transférez vos habitations en quelque lieu que vous voudrez pourvu que ce soit à quatre-vingt stades [environ 15 kilomètres] de la mer. Car nous sommes résolus à détruire votre ville. »
Face à ces exigences, selon Hédi Dridi, « les Carthaginois n'avaient d'autre choix que de se battre, car quitter leur ville revenait à renier leur passé et leur identité ». Outre une nouvelle vocation de « colonie agricole de Rome » (Serge Lancel), cette destruction représente un séisme religieux et sacré, avec la disparition des temples et des nécropoles.
Les habitants se décident alors à une résistance désespérée : la population réagit aux nouvelles en molestant les Italiens, certains membres de l'oligarchie, les ambassadeurs, ainsi que les partisans de la paix avec Rome. Pendant que la ville se prépare au choc avec les forces romaines, le Sénat carthaginois décrète l'état de guerre ainsi que la mobilisation économique générale. Il libère les esclaves pour les enrôler et fait fabriquer des armes dans des quantités inédites, dans un intense effort de guerre. Les cheveux des femmes sont transformés en cordages, une flotte est construite avec les poutres des maisons, et les bijoux fondus. Le Sénat rappelle en outre Hasdrubal le Boétharque.
Après un premier assaut, les consuls s'installent pour le siège dans deux camps, l'un pour barrer l'isthme et faire face aux fortifications carthaginoises, l'autre sur le rivage. Dès l'été 149, Manilius tente une attaque en montant à l'assaut du système de défense triple barrant l'isthme. Pour sa part, le consul Censorinus tente de prendre Carthage à revers par la voie maritime et s'établit sur le rivage de l'actuel lac de Tunis, au pied des murs de la cité. À la fin de l'année, les Romains ouvrent une brèche dans le système de défense, mais ils ne parviennent pas à l'exploiter car ils ne peuvent s'y maintenir. Le consul déplace donc son camp à proximité de l'embouchure des ports, sur un cordon naturel appelé taenia constituant la base de départ de l'assaut.
Une armée punique de 80 000 hommes se regroupe à l'intérieur du pays, au camp de Néphéris, afin d'assurer la défense extérieure, sous le commandement du Boétharque, en harcelant les troupes ennemies, contrariant leurs communications avec les nombreuses cités ralliées à Rome, comme Hadrumète, Thapsus et Acholla. À l'intérieur des murs de Carthage, la défense est assurée par un autre Hasdrubal, petit-fils de Massinissa. Manilius, désireux de détruire le nœud de résistance punique de Néphéris, échappe au désastre en raison de l'action de Scipion Émilien.
Les habitants tentent par tous les moyens de dégager la ville, la participation à l'effort de guerre étant important. L'année 148 voit un répit pour la cité assiégée : c'est d'abord la mort du vieux roi Massinissa, dont l'exécuteur testamentaire est Scipion Émilien, lequel partage le pouvoir entre les trois fils légitimes du monarque. Ensuite, de nouveaux chefs sont nommés à la tête de l'armée romaine, Lucius Calpurnius Piso et Lucius Hostilius Mancinus, qui changent de stratégie, décidant d'isoler les assiégés de leurs alliés. Même si le premier échoue devant les actuelles Kélibia et Bizerte, des défections se produisent dans le camp carthaginois.

### Scipion Émilien et l'offensive finale

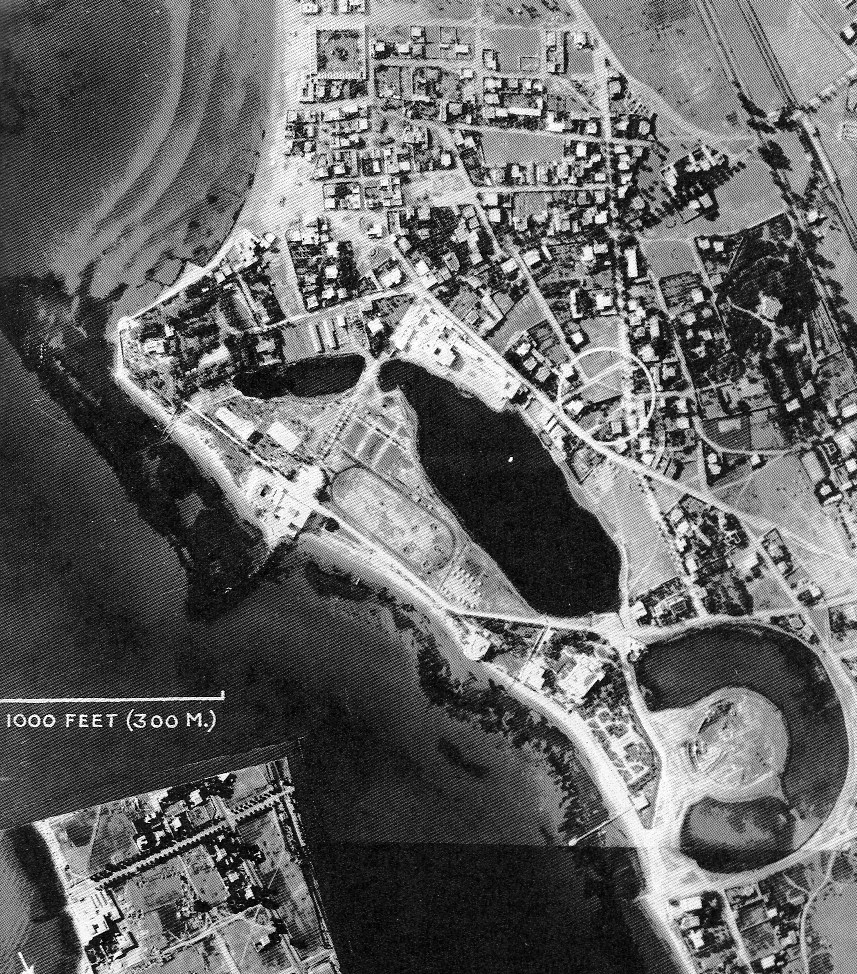
Vue de la zone des ports puniques en 1942, le camp romain d'où partit l'offensive finale était situé à proximité du port rectangulaire.

Scipion Émilien, consul pour l'année 147, est de retour au printemps, avec Polybe dans sa suite, et rétablit de justesse une situation romaine affaiblie par un échec de Mancinus. Celui-ci avait tenté un débarquement vers l'actuel village de Sidi Bou Saïd ou l'actuelle ville de La Marsa. Un nouveau débarquement avec 4 000 soldats réussit à l'actuel Djebel Khaoui, mais l'avantage ne parvient pas à être exploité car jugé trop risqué vu la nature du terrain, des jardins séparés par des murets et des haies et pourvus de dispositif d'irrigation.

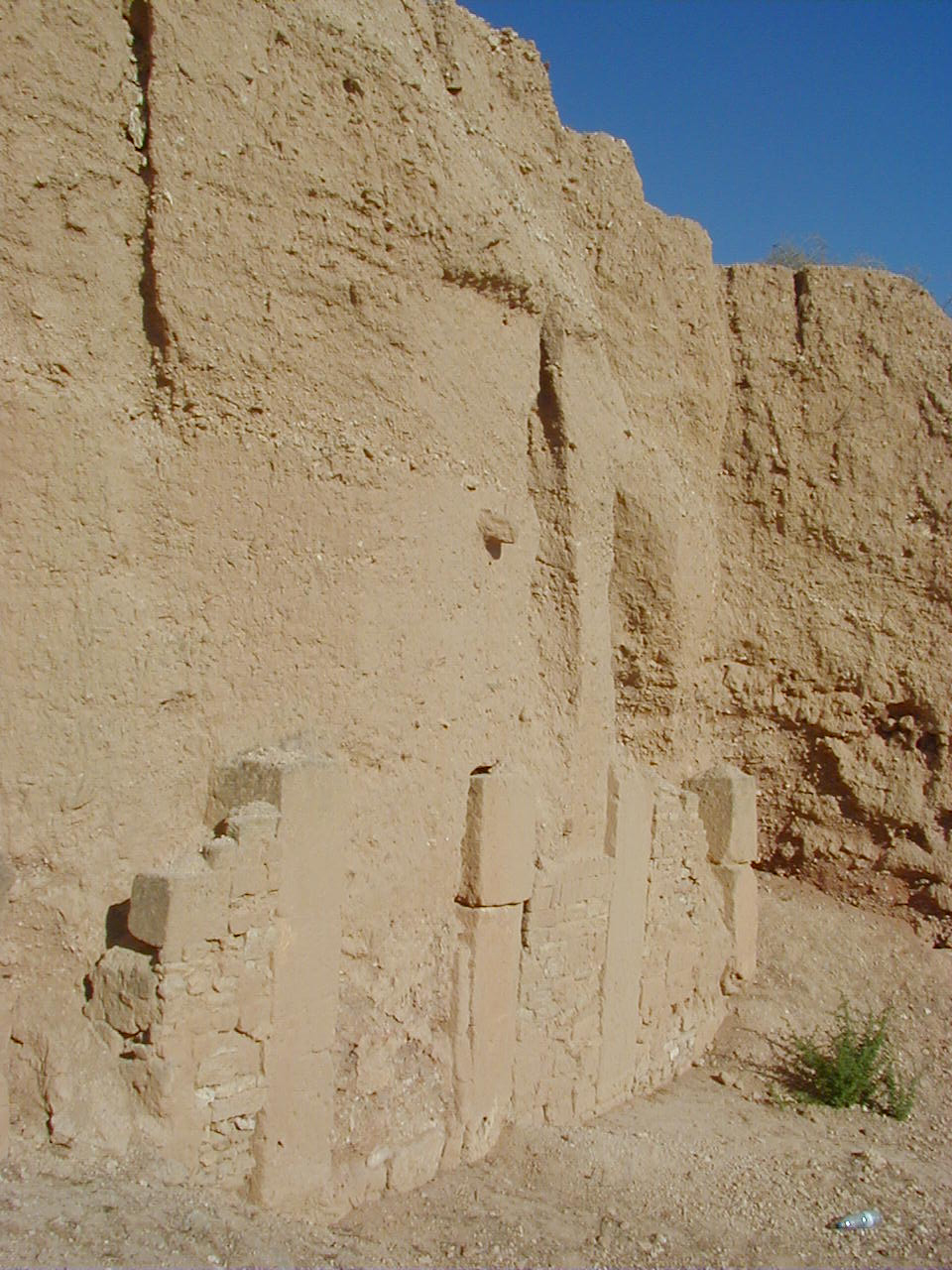
Remblais romains surplombant les ruines du quartier Hannibal de Byrsa.

Carthage est isolée par un dispositif construit sur terre en vingt jours, le port punique quant à lui étant bloqué par une digue. Le blocus complique dramatiquement la situation de la cité où la famine se répand. Appien relate qu'Hasdrubal le Boétharque — qui a remplacé l'autre Hasdrubal pour la défense de la ville après l'assassinat de ce dernier — procède à des exécutions cruelles de Romains. La flotte punique parvient à sortir par une nouvelle issue créée pour le port militaire, sans doute en perçant la muraille donnant sur la mer, mais l'incompétence de l'amiral carthaginois fait échouer cette tentative de briser le blocus durant l'été 147 car l'avantage de la surprise n'a pas été exploité. Dans la foulée, Scipion occupe l'avant-port de Carthage durant l'hiver 147-146. Cet espace sert à installer des machines de guerre détruites par les défenseurs, qui ne parviennent cependant pas à déloger les assaillants.
Dans le même temps, l'armée de Néphéris ainsi que les alliés maures et libyens de Carthage sont successivement battus, avec l'aide du roi numide Gulussa. Scipion Émilien demande par l'evocatio l'aide des dieux de la cité punique. L'assaut final de Scipion part du quartier des ports au début du printemps 146, plus précisément en mars-avril : Hasdrubal fait incendier en conséquence les entrepôts du port marchand, proche du camp romain. Cependant, Scipion s'empare du port militaire, à proximité de l'agora, prend cette place où un temple d'Apollon est pillé et fait incendier les docks du quai oriental du port de commerce à la veille de l'assaut final contre la colline de Byrsa,, où des dizaines de milliers d'habitants se sont réfugiés. Par la suite, les troupes de Scipion Émilien investissent la ville maison par maison, le conflit dégénérant en combat de rue.
Devant la difficulté et la résistance acharnée provenant des immeubles de six étages qui bordent les rues menant à la citadelle, le chef romain décide d'incendier la ville. Le récit d'Appien est émaillé de descriptions de scènes d'horreur qui ne peuvent pas procéder seulement du poncif littéraire,.

Une délégation demande grâce à Scipion après une semaine de combats, 50 000 Puniques sauvant ainsi leur vie mais non pas leur liberté. Un certain nombre de Carthaginois se retranchent dans le temple d'Eshmoun, à l'intérieur de la citadelle, ce chiffre se montant à environ 1 000 selon Serge Lancel. La citadelle est finalement investie : Hasdrubal le Boétharque, sa famille et quelques combattants se barricadent dans le temple au sommet de la colline. Hasdrubal va secrètement implorer la grâce de Scipion, fait étonnant si on le compare aux actes qui furent les siens durant le conflit. Son épouse, apprenant la nouvelle, monte sur la terrasse du temple et demande à Scipion de punir son mari. Elle fait allumer un bûcher et se jette dans les flammes avec ses enfants et le millier de combattants resté avec elle, non sans une dernière adresse au général romain : 
« Je ne te souhaite, ô Romain, que toutes prospérités car tu ne fais qu'user des droits de la guerre. Mais je prie les Dieux de Carthage et toi-même de punir, comme il se doit, Hasdrubal, qui a trahi sa patrie, ses dieux, sa femme et ses enfants. »
La page punique de l'histoire de la cité se tourne sur ce qui est qualifié de « premier génocide » par Ben Kiernan et par Yann Le Bohec, avec des exécutions massives dont nous avons des traces tant écrites qu'archéologiques par les fosses communes trouvées par le père Delattre sur le flanc de la colline de Byrsa et contenant des cadavres entassés à la hâte.
Carthage est détruite et brûle pendant dix jours. L'incendie arrache des larmes au général vainqueur, qui craignait un sort semblable pour sa patrie. La cité est rasée la même année que Corinthe. Scipion Émilien en « consacre » le territoire, ouvrant la voie à la création de la province d'Afrique limitée à la Fossa regia. Son emplacement est maudit et l'on a longtemps affirmé que du sel y aurait été rituellement déversé pour stériliser le sol : cependant le salage complet du site de Carthage, souvent évoqué, reste une légende. Le sol est en fait dédié aux divinités chtoniennes et à Jupiter, et la cité dévastée par les soldats assoiffés de pillage. Les cités africaines alliées de Rome reçoivent l'autonomie interne et l'ancien territoire de la chôra punique devint un ager publicus loué à des Romains contre rétribution ou laissé aux Libyens en échange d'un tribut.

## Legs et résurrection ultérieure de Carthage

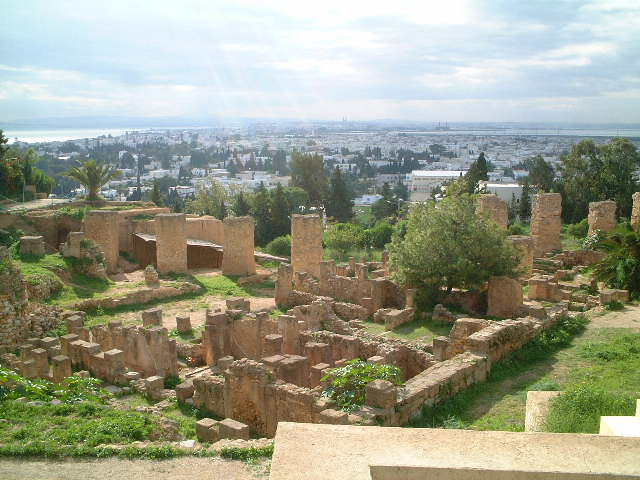
Ruines du quartier Hannibal avec les piles de fondation du forum romain à l'arrière-plan.

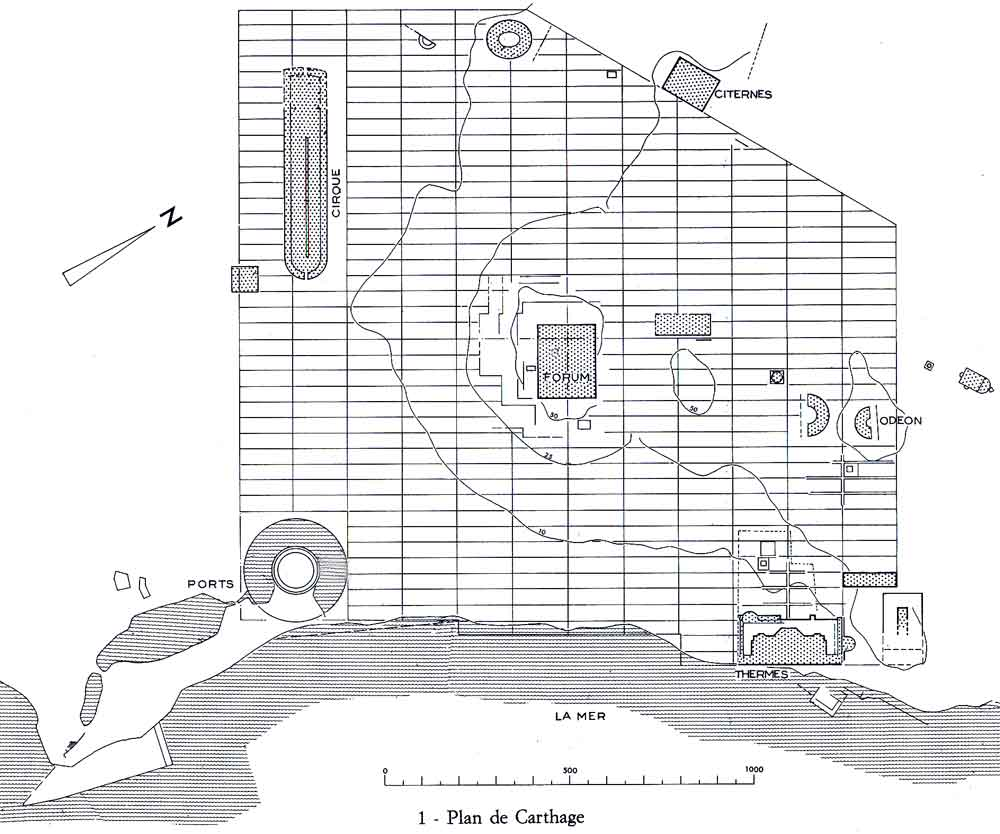
Plan de la Colonia Iulia Karthago augustéenne ; l'angle tronqué de cette dernière au nord nord-est traduit l'emprise de la centuriation de la Colonia Iunonia Karthago, colonie fondée par les Gracques.

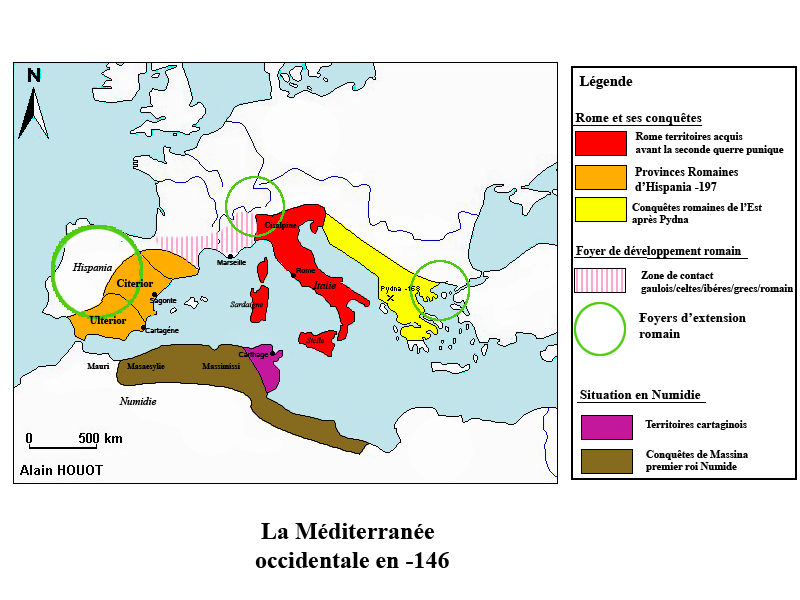
Situation de Carthage dans le bassin méditerranéen en 146 av. J.-C.

La grande cité africaine « entrait dans la nuit » selon les termes de Serge Lancel. Le vainqueur fait envoyer des œuvres d'art de Carthage en Italie et offre les bibliothèques de la ville aux princes numides. La frontière du territoire de l'ancienne cité punique est matérialisée par la Fossa regia, et cet espace de la future Africa vetus n'est pas exploité outre mesure ; Theodor Mommsen évoque une Rome « gardant le cadavre ».
Toutefois, dès 123, Caius Gracchus propose d'établir 5 000 colons romains sur l'ancien site de Carthage, la fondation prenant le nom de Colonia Iunonia Karthago. Repris par Jules César, le projet est réalisé par l'empereur Auguste à partir de 29 sous le nom de Colonia Iulia Karthago à partir du point topographique représenté par la colline de Byrsa, qui devient après des travaux de nivellement l'emplacement du forum. La propagande impériale, dont l'Énéide, interprète l'événement comme un signe de réconciliation et de retour de la concorde.
Avec la Carthage romaine est fondée (refondée) l'une des plus brillantes cités de l'empire, appelée à prospérer jusqu'aux invasions vandales voire arabes. Cependant, la civilisation punique ne s'éteint pas avec la destruction, un certain nombre de cités ayant pris fait et cause pour Rome. De plus, cette civilisation a largement pénétré les populations locales d'origine libyenne. Elle perdure également dans de multiples domaines. Il suffit de citer la langue : des inscriptions sont encore gravées en punique deux siècles après la chute de Carthage ; cette langue est encore parlée à l'époque de saint Augustin, sans doute dans les campagnes reculées.
La religion forme également le canal de cette survie, avec le poids de Saturne (interpretatio romana de Ba'al Hammon) et de Junon Caelestis (Tanit) dans le panthéon de l'Afrique romaine, y compris jusqu'au IVe siècle apr. J.-C.
Dans un autre domaine, on doit noter la présence pendant au moins deux siècles, dans certaines cités, du suffétat, voire d'autres institutions d'origine punique comme les rabs. L'historien Gabriel Camps a pu écrire que « l'Afrique ne fut jamais autant punique qu'après le saccage de 146 ». La date de 146 correspond au début de la période dite « néo-punique ».